# Stefan Barcikowski (parlamentarzysta)
Stefan Barcikowski (ur. 25 grudnia 1893 w Wólce, w powiecie mławskim, zm. 31 sierpnia 1963 w Warszawie) – polski kupiec związany z Warszawą, senator V kadencji (1938–1939). 

## Życiorys
W 1920 uczestniczył w wojnie polsko-bolszewickiej. Był kupcem i działaczem samorządu kupieckiego. Współwłaściciel firmy „Barański, Barcikowski i Ska” w Warszawie. Pełnił obowiązki wiceprezesa Rady Kupiectwa Polskiego, radcy Izby Przemysłowo-Handlowej oraz prezesa Giełdy Zbożowo-Towarowej. W latach 1938–1939 sprawował mandat senatora V kadencji wybranego w stolicy. W tym okresie zasiadał w komisjach senackich: gospodarczej (jako zastępca przewodniczącego), budżetowej, rolnej, skarbowej oraz kontroli długów państwa (od 13 grudnia 1938). W czasie II wojny światowej był wiceprezesem Warszawskiej Hurtowni Aprowizacyjnej. Po II wojnie światowej reaktywował swoją przedwojenną firmę prowadzącą handel hurtowy, w 1950 musiał ją zlikwidować. W latach 1945–1953 był prezesem (później do 1963 wiceprezesem) Naczelnej Rady Zrzeszeń Prywatnego Handlu i Usług (początkowo: Naczelna Rada Zrzeszeń Kupieckich). Od 1948 prezesował Wojewódzkiemu Związku Zrzeszeń Prywatnego Handlu i Usług w Warszawie, Ogólnopolskiemu Zrzeszeniu Kupców Zbożowych i Zrzeszeniu Eksporterów i Importerów (do 1949). W latach 1945–1950 był członkiem Naczelnej Rady Odbudowy Stolicy, od 1946 członkiem Rady Nadzorczej Narodowego Banku Polskiego, od 1957 członkiem Rady Ekonomicznej przy Prezesie Rady Ministrów. Prowadził kolekturę loterii Polskiego Monopolu Loteryjnego w Podkowie Leśnej.
Spoczywa na cmentarzu Powązkowskim w Warszawie (kwatera 297-4-1). 

## Ordery i odznaczenia
- Krzyż Kawalerski Orderu Odrodzenia Polski (11 listopada 1937)[2]
- Złoty Krzyż Zasługi (dwukrotnie: 9 listopada 1932[3], 21 listopada 1947[4])